# Weinberg (Michendorf)
Der Weinberg ist eine 61 m ü. NHN hohe Erhebung bei Stücken, einem Ortsteil der Gemeinde Michendorf im Landkreis Potsdam-Mittelmark im Land Brandenburg.
Der Berg ist die südlichste Erhebung im Saarmunder Endmoränenbogen und entstand als solcher in der letzten Weichsel-Eiszeit. Er liegt rund 1,1 km östlich von Stücken und rund 1,2 km westlich des Stückener Wohnplatzes Gut Breite. Nördlich befindet sich der Hohe Berg, südlich die Niederungsfläche des Naturparks Nuthe Nieplitz. Um die Erhebung führt der Ortolan-Rundweg.